# Magda Niculescu
Lucia Magdalena Crişana Grigorescu, coniugata Niculescu, detta Magda (Satu Mare, 1923 – ...), è stata una pallavolista e cestista rumena.

## Carriera

### Pallacanestro
Con la Romania ha disputato due edizioni dei Campionati europei (1950, 1952).